# Memórias Reveladas
Memórias Reveladas ou Centro de Referência das Lutas Políticas, 1964—1985 é um projeto criado  em 13 de maio de 2009 pela Casa Civil da Presidência da República do Brasil, vinculado ao Arquivo Nacional do Ministério da Justiça.
Em 2005, o governo determina a transferência de documentos públicos mantidos sob sigilo em arquivos da Agência Brasileira de Inteligência (ABIN), para o Arquivo Nacional, com o objetivo, entre outros, de disponibilizar para acesso público os documentos recolhidos, salvo aqueles reveladores de intimidades da vida privada de pessoas e de sigilo imprescindível à segurança nacional. A partir de então, todos os documentos relativos ao período de 1º de abril de 1964 a 15 de março de 1985,  sob a guarda ou posse de pessoas, empresas e órgãos públicos civis e militares e de seus funcionários são transferidos e incorporados ao acervo do Arquivo Nacional. Dessa forma, documentos públicos de órgãos como por exemplo o Conselho de Segurança Nacional (CSN), Comissão Geral de Investigações (CGI), Serviço Nacional de Informações (SNI), Departamento de Ordem Política e Social (DOPS), entre outros, passam a constituir de direito

## Acervo
O Centro de Referência reúne acervos do Arquivo Nacional, dos arquivos públicos estaduais — por suas Delegacias de Ordem Política e Social (DOPS), além de documentos e registros produzidos por instituições diversas, órgãos públicos e pessoas, como por exemplo, vídeos dos camponeses do Araguaia, entre outros digitalizados e disponíveis no banco de dados do "Memórias Reveladas", como  os livros: "História de meninas e meninos marcados pela ditadura" e o "Inventário da Coleção Informante do Regime Militar", entre outros.